# غزال التبت
غزال التِّبَتِ أو الغُوَّة نوع من الظباء، يعيش في جبال الهملايا.